# 韻目代日
韻目代日（いんもくだいじつ）は、およそ1880年代から1950年代まで中国で使われた、毎月の日付（1日～30日）を平水韻の韻目名である漢字1文字で記す方法である。
単独で使うほか、月を十二支で記す方法と組み合わせれば、漢字2字で1年間の日付を表すことができる。
主に電報で使用されるが、日記などで使われることもある。馬日事件、文夕大火、灰日暴動、艶電、皓電、巧電など、中国史のいくつかの事件や電文がこの方法で名付けられる。

## 由来
清国の時代、電報の制度が導入されたが、電報を打つ費用が高かったため、なるべく電文の文字数を節約する工夫がなされた。日付についても、「○月×日」の「○月」と「×日」を、それぞれ漢字1文字で短縮表示する方法が考案された。月は十二支で、日付は平水韻の韻目で表す。この方法を使うと、例えば9月13日なら「申元」で、年中の日付を漢字2字で表すことができる。

## 韻目
韻目については「平水韻」を参照。
- 太字は一般的に用いられる文字。1日から15日は上平声の字、16日から25日は上声の字、26日から29日は去声の字を主に使われる。
- 旧暦、西暦両方とも用いられる。

| 日付 | 韻目   | 韻目   | 韻目 | 韻目 | 韻目 | 日付 | 韻目 | 韻目 | 韻目 | 例外  |
| 日付 | 上平声 | 下平声 | 上声 | 去声 | 入声 | 日付 | 上声 | 去声 | 入声 | 例外  |
| ---- | ------ | ------ | ---- | ---- | ---- | ---- | ---- | ---- | ---- | ----- |
| 1日  | 東     | 先     | 董   | 送   | 屋   | 16日 | 銑   | 諫   | 葉   |       |
| 2日  | 冬     | 蕭     | 腫   | 宋   | 沃   | 17日 | 篠   | 霰   | 洽   |       |
| 3日  | 江     | 肴     | 講   | 絳   | 覚   | 18日 | 巧   | 嘯   |      |       |
| 4日  | 支     | 豪     | 紙   | 寘   | 質   | 19日 | 皓   | 效   |      |       |
| 5日  | 微     | 歌     | 尾   | 未   | 物   | 20日 | 哿   | 号   |      |       |
| 6日  | 魚     | 麻     | 語   | 御   | 月   | 21日 | 馬   | 箇   |      |       |
| 7日  | 虞     | 陽     | 麌   | 遇   | 曷   | 22日 | 養   | 禡   |      |       |
| 8日  | 斉     | 庚     | 薺   | 霽   | 黠   | 23日 | 梗   | 漾   |      |       |
| 9日  | 佳     | 青     | 蟹   | 泰   | 屑   | 24日 | 迥   | 敬   |      |       |
| 10日 | 灰     | 蒸     | 賄   | 卦   | 薬   | 25日 | 有   | 径   |      |       |
| 11日 | 真     | 尤     | 軫   | 隊   | 陌   | 26日 | 寝   | 宥   |      |       |
| 12日 | 文     | 侵     | 吻   | 震   | 錫   | 27日 | 感   | 沁   |      |       |
| 13日 | 元     | 覃     | 阮   | 問   | 職   | 28日 | 倹   | 勘   |      |       |
| 14日 | 寒     | 塩     | 旱   | 願   | 緝   | 29日 | 豏   | 艶   |      |       |
| 15日 | 刪     | 咸     | 潸   | 翰   | 合   | 30日 |      | 陥   |      | 卅    |
|      |        |        |      |      |      | 31日 |      |      |      | 世/引 |

1. 30日に陷を用いるはずだが、軍隊にとって縁起が悪いため、「三十」を表す卅が主に使われる。
2. 西暦の31日に韻目が割り当てられないため、世または引で表す。これは世の異体字「丗」を「卅」と「一」の合字とみなされ、引がアラビア数字の31に似ているためである。